# Platnickina nigropunctata
Platnickina nigropunctata là một loài nhện trong họ Theridiidae.
Loài này thuộc chi Platnickina. Platnickina nigropunctata được Hippolyte Lucas miêu tả năm 1846.